# Agostino Felice Addeo
Agostino Felice Addeo (Vico di Palma, 18 maggio 1876 – Roma, 7 febbraio 1957) è stato un vescovo cattolico italiano.

## Biografia
Nato a Vico di Palma, frazione di Palma Campania, nella diocesi di Nola, fu ordinato presbitero il 17 dicembre 1898.
Il 15 maggio 1913 papa Pio X lo nominò vescovo di Nicosia.
Ricevette l'ordinazione episcopale il successivo 13 luglio dal cardinale Rafael Merry del Val, cardinale segretario di Stato di Sua Santità, co-consacranti Pietro Alfonso Iorio, già arcivescovo di Taranto, e il vescovo Agostino Zampini, sacrista di Sua Santità.
Il 1º luglio 1942 papa Pio XII accettò le sue dimissioni dopo 29 anni di governo pastorale della diocesi, nominandolo vescovo titolare di Traianopoli di Frigia.
Morì il 7 febbraio 1957.

## Genealogia episcopale
La genealogia episcopale è:
- Cardinale Scipione Rebiba
- Cardinale Giulio Antonio Santori
- Cardinale Girolamo Bernerio, O.P.
- Arcivescovo Galeazzo Sanvitale
- Cardinale Ludovico Ludovisi
- Cardinale Luigi Caetani
- Cardinale Ulderico Carpegna
- Cardinale Paluzzo Paluzzi Altieri degli Albertoni
- Papa Benedetto XIII
- Papa Benedetto XIV
- Papa Clemente XIII
- Cardinale Bernardino Giraud
- Cardinale Alessandro Mattei
- Cardinale Pietro Francesco Galleffi
- Cardinale Giacomo Filippo Fransoni
- Cardinale Carlo Sacconi
- Cardinale Edward Henry Howard
- Cardinale Mariano Rampolla del Tindaro
- Cardinale Rafael Merry del Val
- Vescovo Agostino Felice Addeo, O.S.A.